# Alfa Romeo Giulietta (116)
Alfa Romeo Giulietta (серія 116) — це малий сімейний задньопривідний автомобіль італійського автовиробника Alfa Romeo. Випуск цього автомобіля було розпочато у 1977 році, і хоча він отримав таку саму назву, що й початкова Giulietta, яка випускалася з 1954 по 1965 рік, він базувався на новому шасі, розробленому для Alfa Romeo Alfetta (включаючи розташування коробки передачі за схемою транзаксель).

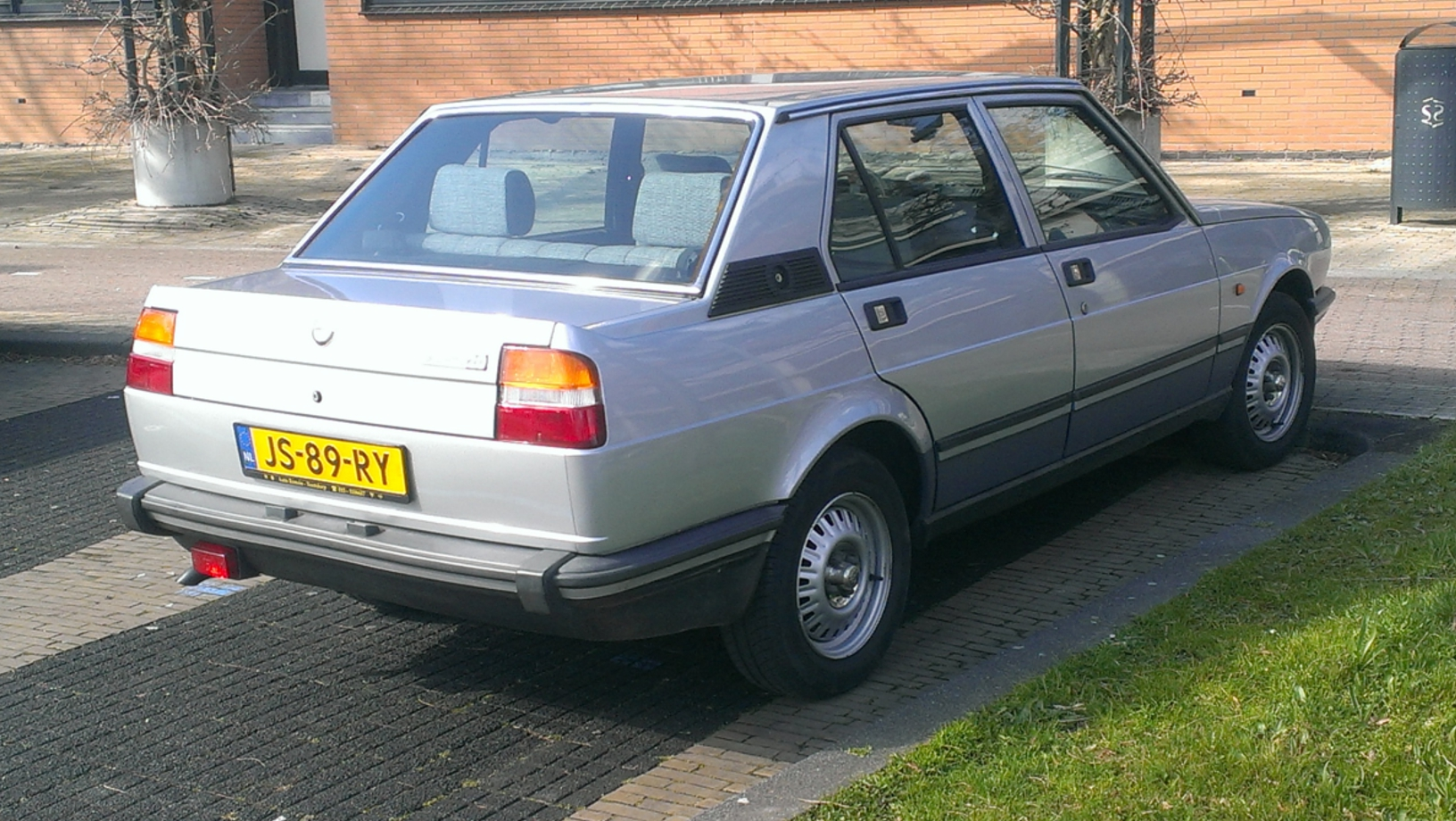

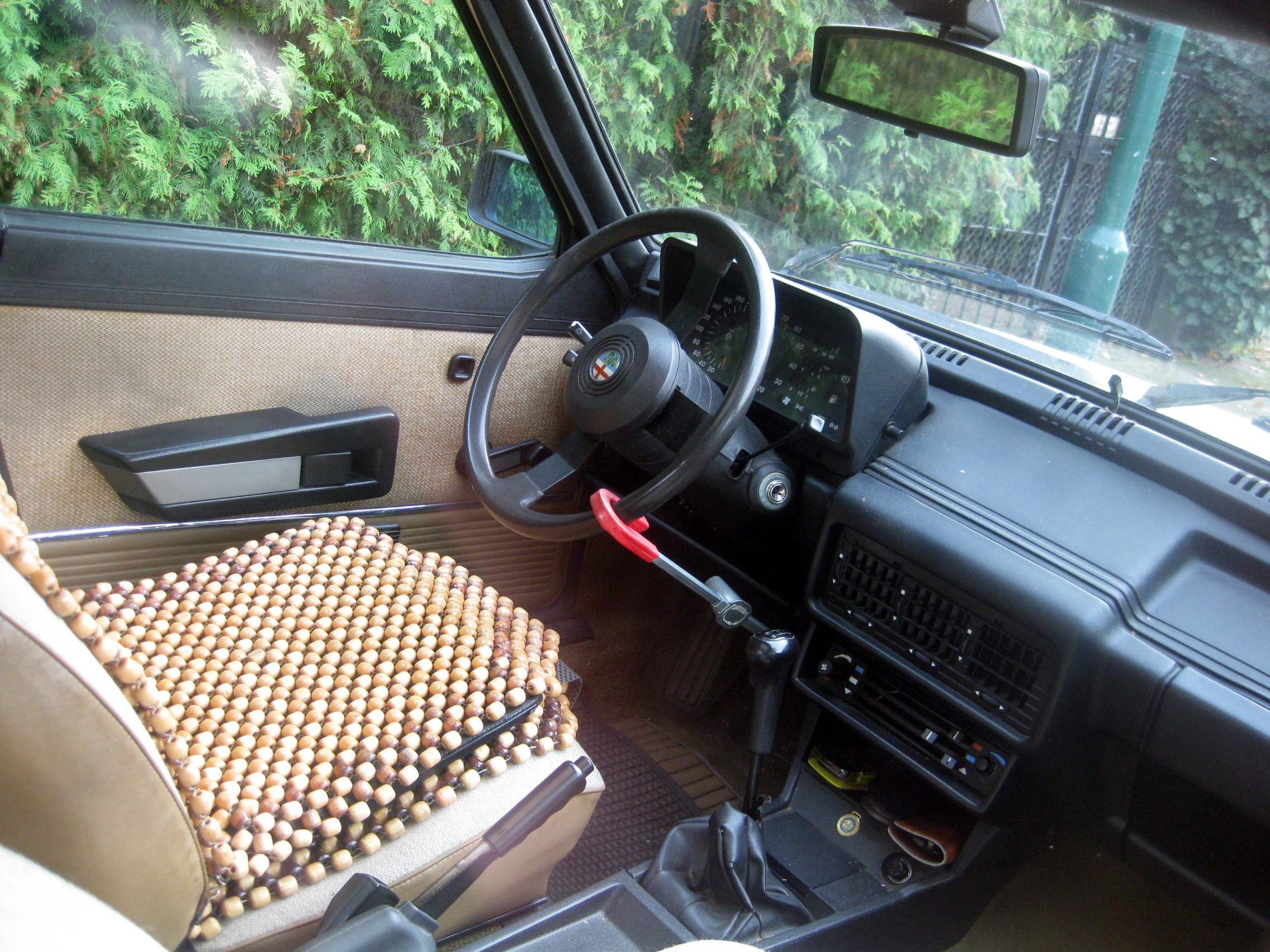

Після анонсу автомобіль оснащувався двома двигунами: 1,3 л (1357 см³, 95 к.с. (70 кВт)) і 1,6 л (1570 см³, 109 к.с. (80 кВт)). За два роки по тому було введено у виробництво двигун об’ємом 1,8 л (1779 см³, 122 к.с. (90 кВт)).
Перед припиненням виробництва у 1985 році в конструкцію автомобіля внесли невеликі зміни. Після цього на заміну Giulietta прийшла знаменита Alfa Romeo 75, останній із задньопривідних автомобілів Alfa Romeo у 20-му сторіччі.
Всього виготовлено близько 380 000 екземплярів.

## Двигуни
Бензиновий:
- 1357 cc Twin Cam I4 95 к.с.
- 1570 cc Twin Cam I4 109 к.с.
- 1779 cc Twin Cam I4 122 к.с.
- 1962 cc Twin Cam I4 130 к.с.
- 1962 cc Twin Cam turbo I4 170 к.с.

Дизель:
- 1995 cc VM HR488 turbo I4 82 к.с.